# ابرویی زنبوری
ابرویی زنبوری (نام علمی: Ophrys apifera) نام یک گونه از تیره ثعلبیان است.